# Pedro Duque
Pedro Duque (* 14. března 1963, Madrid) je španělský inženýr a politik, v letech 1992–2007 člen oddílu astronautů Evropské kosmické agentury (ESA). Roku 1998 absolvoval krátkodobý kosmický let v americkém raketoplánu Discovery (mise STS-95) a o pět let později v ruském Sojuzu navštívil Mezinárodní vesmírnou stanici (ISS) jako člen 5. návštěvní expedice. Celkem v kosmu strávil 17 dní, 42 hodin a 42 minut. Po odchodu z ESA byl v letech 2007–2011 ředitelem společnosti Deimos Imaging SL. Následně se vrátil do ESA, v roce 2018 byl premiérem Pedrem Sánchezem (PSOE) jmenován ministrem vědy, inovací a vysokých škol, úřad vykonával do roku 2021. V letech 2019–2020 krátce zasedal jako poslanec dolní sněmovny španělského parlamentu za Alicante. Od prosince 2023 je prezidentem společnosti Hispasat.

## Život

### Mládí
Pedro Duque pochází ze španělské metropole Madridu, roku 1986 absolvoval Vysokou technickou školu leteckých inženýrů (Escuela Tecnica Superior de Ingenieros Aeronauticos – ETSIA) na Madridské polytechnické univerzitě (Universidad Politecnica de Madrid).
Po škole získal zaměstnání v Evropském středisku vesmírných operací v Darmstadtu, kde pracoval ve skupině určující oběžné dráhy družic.

### Astronaut
Roku 1991 se přihlásil do 2. náboru Evropské kosmické agentury (ESA), dostal se mezi pět španělských finalistů a 25. května byl zařazen do oddílu astronautů ESA. Vlastní přípravu v Evropském astronautickém středisku (European Astronaut Centre) v Kolíně nad Rýnem zahájil v červnu 1992, konec roku 1992 strávil na stáži ve Středisku přípravy kosmonautů (CPK) v Hvězdném městečku. Od srpna 1993 se spolu s dalším třemi kolegy z oddílu ESA v CPK připravoval k letům na ruskou kosmickou stanici Mir. V květnu 1994 byl jmenován náhradníkem Ulfa Merbolda pro let Euromir 94 (říjen–listopad 1994), během letu pracoval ve Středisku řízení letů (CUP) jako koordinátor spojení s posádkou.

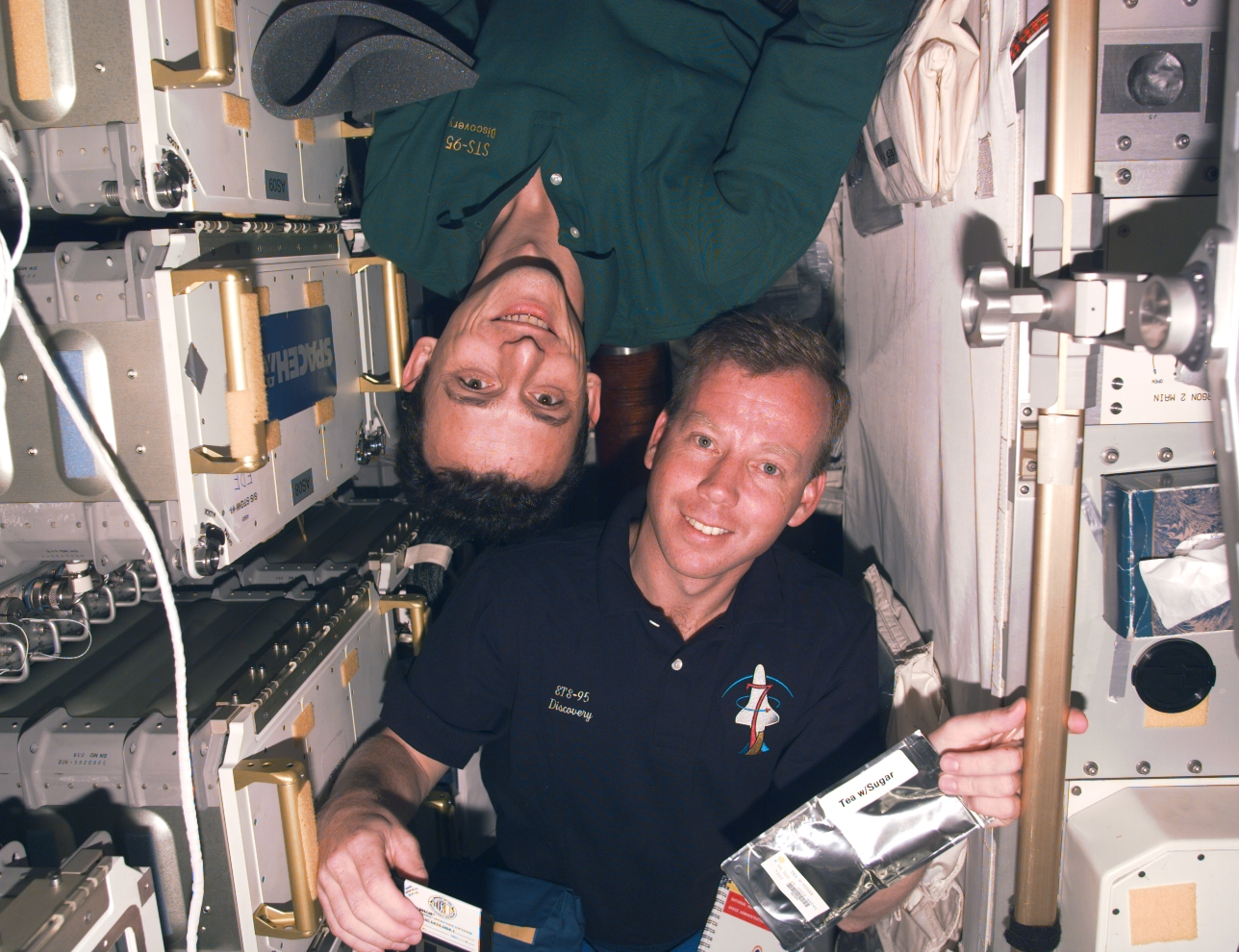
Steven Lindsey a Pedro Duque (nahoře) na palubě raketoplánu Discovery, 4. listopadu 1998

V květnu 1995 byl jmenován náhradníkem specialisty pro užitečné zatížení pro let STS-78 raketoplánu Columbia, v květnu 1995 – červnu 1996 se připravoval v Johnsonovu vesmírném středisku v Houstonu. Při vlastním letu sloužil opět jako spojař.
Od srpna 1996 společně s astronauty 16. náboru NASA prodělal výcvik letového specialisty raketoplánu. V listopadu 1997 byla oznámena jeho účast v letu STS-95. Do vesmíru odstartoval v raketoplánu Discovery 29. října 1998, let trval 8 dní, 21 hodin a 44 minuty.
V prosinci 2002 byl jmenován palubním inženýrem 5. návštěvní expedice na Mezinárodní vesmírné stanici (ISS) s plánovaným startem v dubnu 2003. Po havárii Columbie a zrušení letů raketoplánů byl program letů radikálně změněn. Nově byl zařazen jako jediný člen 5. návštěvní expedice se startem v říjnu 2003. ESA let pojmenovala Cervantes.
Do vesmíru vzlétl na lodi Sojuz TMA-3 18. října 2003 společně se členy nové základní posádky – Alexandrem Kalerim a Michaelem Foalem, od 20. října pracoval na ISS, přistál s vystřídanou posádkou 28. října 2003. Ve vesmíru strávil 9 dní, 21 hodin a 2 minuty.
V létě 2007 odešel z ESA a stal se ředitelem společnosti Deimos Imaging SL, zabývající se designem a provozováním družice pro dálkový průzkum Země Deimos 1, vypuštěné v červenci 2009.
Pedro Duque je ženatý, má tři děti.